# Farbausbluten (Bildverarbeitung)

Beispiel von Farbausbluten in rechter Bildhälfte

Das sogenannte Farbausbluten entsteht bei einigen Videosystemen, die die Farben der einzelnen Zeilen nicht gut voneinander trennen.
Dieser Effekt tritt beispielsweise beim mehrmaligen Umkopieren bei VHS auf, da hier Farbfehler, insbesondere Rauschen, minimiert werden sollen. In nebenstehenden Bild zeigt die dunkelblaue Schrift Wikipedia auf der rechten Seite deutliches Ausbluten. Hierbei ist der Helligkeitsanteil des Bildes intakt, der Farbanteil „fließt“ aber förmlich etwas nach unten.